# Dimitris Theodorou
Dimitris Theodorou (en griego: Δημήτρης Θεοδώρου; Lárnaca, 10 de septiembre de 1997) es un futbolista chipriota que juega en la demarcación de extremo para el Anorthosis Famagusta de la Primera División de Chipre.

## Selección nacional
Hizo su debut con Chipre el 16 de noviembre de 2019. Lo hizo en un partido de clasificación para la Eurocopa 2020 contra Escocia que finalizó con un resultado de 1-2 a favor del combinado escocés tras el gol de Giorgos Efraim para Chipre, y de Ryan Christie y John McGinn para Escocia.

## Clubes
| Club                            | País   | Año       | Partidos | Goles |
| ------------------------------- | ------ | --------- | -------- | ----- |
| Omonia Aradippou                | Chipre | 2014-2019 | 130      | 17    |
| Enosis Neon Paralimni FC        | Chipre | 2019-2021 | 62       | 13    |
| APOEL FC                        | Chipre | 2021-2023 | 44       | 0     |
| Karmiotissa Polemidion (cedido) | Chipre | 2023-2024 | 36       | 7     |
| Anorthosis Famagusta            | Chipre | 2024-     | 28       | 3     |